# Maghull
Maghull è una cittadina di 28.848 abitanti della contea del Merseyside, in Inghilterra.